# 印西郵便局
印西郵便局（いんざいゆうびんきょく）は千葉県印西市中央南二丁目にある郵便局。民営化前の分類では集配普通郵便局であった。

## 概要
住所：〒270-1399 千葉県印西市中央南2-4

### 併設施設
現在はなし。かつてはポスタルローソンが併設されていた。

## 沿革
- 1872年8月4日（明治5年7月1日） - 木下（きおろし）郵便取扱所として開設[1]。
- 1873年（明治6年） - 木下郵便役所となる。
- 1875年（明治8年）1月1日 - 木下郵便局（四等）となる。同年11月22日より為替取扱を開始。
- 1876年（明治9年）2月1日 - 貯金取扱を開始。
- 1893年（明治26年）3月1日 - 木下郵便電信局となる。
- 1903年（明治36年）4月1日 - 通信官署官制の施行に伴い木下郵便局となる。
- 1956年（昭和31年）12月15日 - 永治郵便局から電話交換事務の取扱を移管[2]。
- 1957年（昭和32年）4月1日 - 印西郵便局に改称。
- 1965年（昭和40年）2月16日 - 永治郵便局から和文電報配達業務の一部[3]を移管。
- 1966年（昭和41年）11月13日 - 電話の加入および料金に関する簡易な事務を除く電話交換業務を、成田電報電話局に移管。
- 1967年（昭和42年）2月 - 局舎新築落成。
- 1967年（昭和42年）8月22日 - 湖北郵便局から和文電報配達業務の一部[4]を移管。
- 1969年（昭和44年）8月28日 - 電話の加入および料金に関する簡易な事務ならびに和文電報配達事務を、印西電報電話局に移管。
- 1991年（平成3年）8月25日 - 永治郵便局の廃止に伴い、取扱事務を承継[5]。
- 1993年（平成5年）9月13日 - 印旛郡印西町木下から同町武西に移転。
- 1999年（平成11年） - 外国通貨の両替および旅行小切手の売買に関する業務取扱を開始。
- 2006年（平成18年）9月11日 - 印旛郵便局および安食郵便局から集配業務を移管[6]。
- 2007年（平成19年）10月1日 - 民営化に伴い、併設された郵便事業印西支店に一部業務を移管。
- 2012年（平成24年）10月1日 - 日本郵便株式会社発足に伴い、郵便事業印西支店を印西郵便局に統合。

## 取扱内容
- 郵便、印紙、ゆうパック、内容証明
- 貯金、為替、振替、振込、国際送金、外貨両替・トラベラーズチェック、国債、投資信託
- 生命保険、バイク自賠責保険、自動車保険、がん保険、引受条件緩和型医療保険
- ゆうちょ銀行ATM
- 印西市（旧・印旛村・本埜村地区を含む）および印旛郡栄町の集配業務
- ゆうゆう窓口

## 周辺
- 千葉ニュータウン中央エリア
- 東京電機大学千葉ニュータウンキャンパス
- 北総花の丘公園
- イオンモール千葉ニュータウン
- 国道464号

## アクセス
- 北総鉄道北総線 千葉ニュータウン中央駅（南口）から徒歩約11分
- 印西市内循環「ふれあいバス」 印西郵便局前停留所下車
- 駐車場あり：15台